# Contea di Woods
La contea di Woods (in inglese Woods County) è una contea dello Stato dell'Oklahoma, negli Stati Uniti. La popolazione al censimento del 2000 era di 9 089 abitanti. Il capoluogo di contea è Alva.